# Казанка (Белгородская область)
Казанка — село в Бехтеевском сельском поселении Корочанского района Белгородской области России.

## География
Село расположено в 55 км к северо-востоку от Белгорода и 1 км западнее города Короча, с юга граничит с селом Бехтеевка, в низовье на левом берегу реки Короча (бассейн реки Северский Донец).

## Население
| 2002 | 2010 |
| ---- | ---- |
| 490  | ↘488 |

## Инфраструктура
В селе имеются два магазина, почта, фельдшерский пункт, ходит автобус до города Короча; администрация (сельсовет), школа, расположены в соседнем селе Бехтеевка.